# Joe Burrow
Pour les articles homonymes, voir Burrow.
(en) Statistiques sur pro-football-reference
Joseph Lee Burrow, né le 10 décembre 1996 à Ames dans l'Iowa, est un joueur professionnel américain de football américain. Il joue au poste de quarterback pour la franchise des Bengals de Cincinnati dans la National Football League (NFL).
Au niveau universitaire, il évolue sous les couleurs des Buckeyes d'Ohio State avant d'opter pour les Tigers de LSU. Joe Burrow se révèle au grand public lors de la saison 2019. En plus de remporter le championnat national universitaire avec LSU, il bat le record de touchdowns inscrits à la passe en NCAA Division I FBS avec 60 et gagne un total de 5 671 yards à la passe. Ces performances lui valent plusieurs prix et distinctions dont le trophée Heisman et le Maxwell Award. De nombreux journalistes sportifs considèrent que sa saison 2019 est une des meilleures jamais réalisée par un quarterback universitaire.
Sélectionné en première position de la draft 2020 de la NFL par les Bengals de Cincinnati, Joe Burrow est titulaire au début de la saison mais une blessure au genou met un terme prématuré à sa première année dans la ligue.
Dès sa deuxième saison en NFL, il remporte le titre de champion de la division AFC North et emmène son équipe au Super Bowl LVI.

## Biographie

### Jeunesse
Joe Burrow est le fils de l'ancien joueur des Cornhuskers de l'université du Nebraska, de la National Football League (NFL) et de la Ligue canadienne de football (LCF), Jimmy Burrow (en), qui a poursuivi une carrière d'entraîneur qui a duré près de 40 ans. Jimmy Burrow, dont le dernier poste d'entraîneur est coordonnateur défensif des Bobcats de l'université de l'Ohio depuis plus d'une décennie, a pris sa retraite après la saison 2018 en partie pour pouvoir voir tous les matchs de Joe lors de sa dernière saison universitaire.
Joe naît à Ames, dans l'Iowa, alors que son père fait partie du personnel des Cyclones de l'université d'État de l'Iowa. Selon un reportage de Sports Illustrated en 2019, la lignée sportive des Burrow remonte à près d'un siècle. Dans les années 1940, une de ses grand-mères établit un record de lycée de l'État du Mississippi avec un match de 82 points en basket-ball. Son grand-père paternel a joué au basket-ball pour les Bulldogs de l'université d'État du Mississippi ; son oncle, John Burrow, a joué au football américain pour les Rebels de l'université du Mississippi ; et deux de ses frères aînés ont également joué au football  américain pour les Cornhuskers.
Sports Illustrated raconte qu'il a assisté pour la première fois à un événement sportif, le match de football américain d'un de ses frères aînés, à l'âge de 5 jours, et à l'âge de 6 ans, il assiste au Rose Bowl 2002 dans lequel son père était assistant du Nebraska et un des frères jouait. Peu de temps après, il commence à jouer dans les ligues de jeunes de football américain. Contrairement à son père, à son oncle et à ses frères, qui jouaient tous en défense, Joe Burrow commence comme quarterback parce que sa première équipe de jeunes n'avait personne d'autre qui pouvait jouer à cette position.
La famille Burrow déménage à Fargo dans le Dakota du Nord en 2003, lorsque son père est embauché comme coordonnateur défensif du Bison de l'université d'État du Dakota du Nord. Un jour, lors d'une visite au bureau, le futur entraîneur principal des Chippewas de l'université de Central Michigan, Dan Enos (en), déclare que l'enfant de sept ans a un avenir dans le football américain. La famille Burrow passe deux ans à Fargo avant que Jimmy n'accepte le poste de coordonnateur défensif des Bobcats à Athens dans l'Ohio
Burrow fréquente le lycée d'Athens de 2011 à 2014 à The Plains et mène l'école à trois participations consécutives en éliminatoires et aux sept premières victoires en matchs éliminatoires de l'histoire de l'école. Au cours de sa carrière, il réussit 11 416 yards et 157 touchdowns à la passe et court pour 2 067 yards et 27 touchdowns. Il reçoit en 2014 l'Ohio Mr. Football Award et l'Ohio Gatorade Player of the Year Award (joueur de l'année en Ohio) en tant que senior. Lui et ses coéquipiers des Bulldogs ont un bilan de 14 victoires pour une défaite cette saison avec leur seule défaite due à un touchdown de dernière minute en finale de l'État. Il est également un joueur de basket-ball exceptionnel, et est nommé membre de la première équipe All-State (meilleure équipe de l'état) en tant que meneur lors de son année senior. Burrow est classé parmi les recrues de football américain quatre étoiles et est le huitième quarterback de type dual-threat de 2015 selon le 247Sports Composite. Il s'engage à jouer au football américain à l'université d'État de l'Ohio et leur équipe des Buckeyes le 27 mai 2014,.

### Carrière universitaire

#### Ohio State
Après qu'il n'ait pas joué sa première saison, Burrow joue les deux années suivantes en tant que remplaçant de J. T. Barrett (en). Durant ces deux ans, il joue 10 matchs, réussit 29 de ses 39 passes pour gagner 287 yards et 2 touchdowns. Réalisant que Dwayne Haskins sera nommé quarterback titulaire des Buckeyes, Burrow décide de changer d'université pour aller à l'université d'État de Louisiane (LSU) le 20 mai 2018,. Diplômé en services financiers au consommateur et à la famille en trois ans de l'Université d'État de l'Ohio, il est immédiatement éligible à jouer au football américain pour les Tigers de LSU.

#### LSU

##### Saison 2018

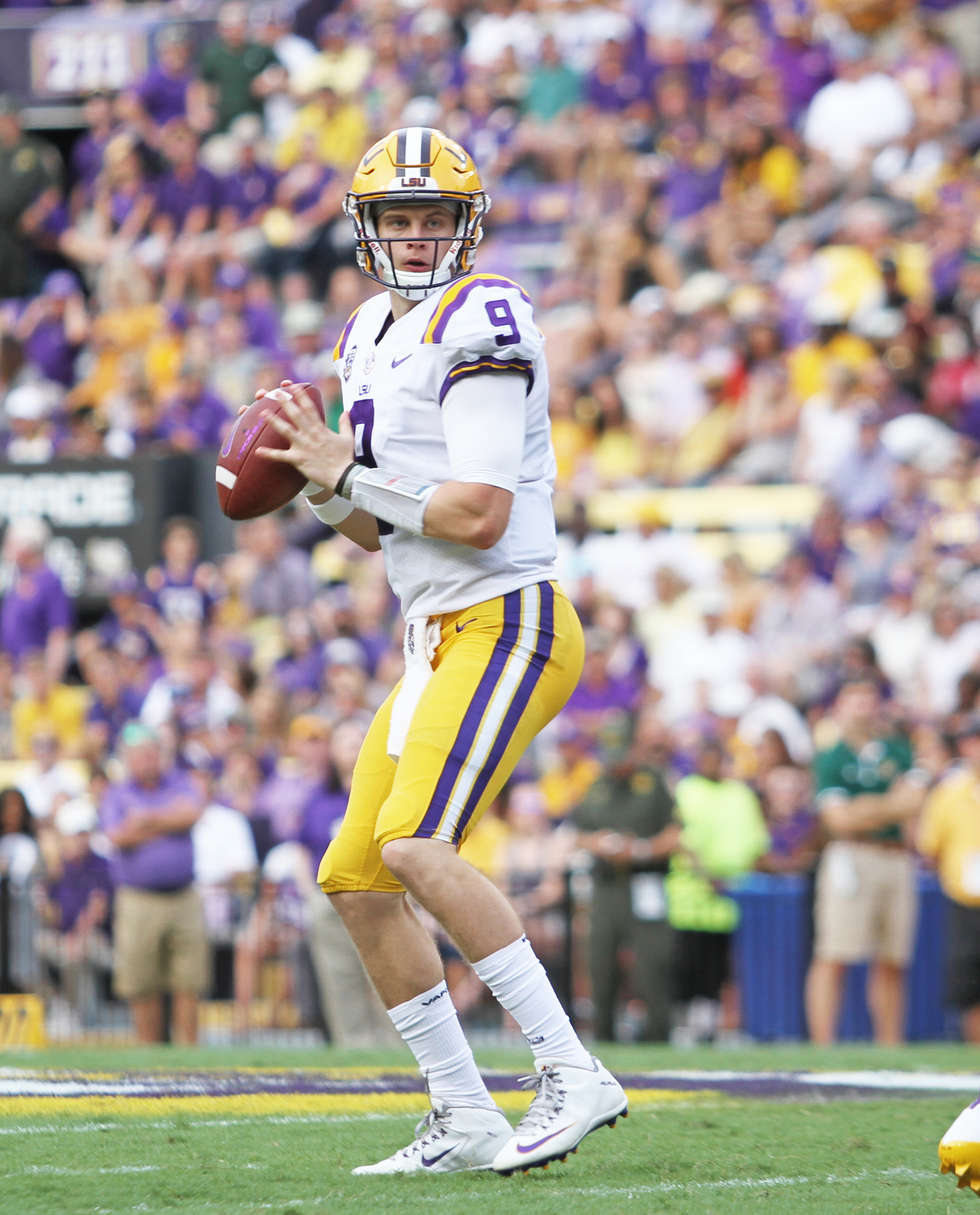
Burrow en 2018.

Au cours de sa première année à LSU, Burrow est nommé quarterback titulaire en tant que redshirt junior en 2018. En déplacement en début de saison chez la 7e meilleure équipe nationale, Auburn, Burrow a lancé pour 249 yards et un touchdown pour mener son équipe vers une victoire de 22 à 21. Il a été nommé joueur offensif de la semaine de la SEC (SEC) après la victoire. Il remporte de nouveau les honneurs de joueur offensif de la semaine de la SEC après une performance de 292 yards et trois touchdowns contre les Rebels d'Ole Miss deux semaines plus tard. Burrow mène LSU à un bilan de 10 victoires et 3 défaites, y compris une victoire contre les Knights de l'université du centre de la Floride dans le Fiesta Bowl et une 6e place dans le classement final des meilleures équipes universitaires du pays par l'Associated Press. Burrow termine la saison avec 2 894 yards à la passe, 16 touchdowns et 5 interceptions. Il y ajoute 399 yards et 7 touchdowns à la course.

##### Saison 2019
Burrow est de nouveau nommé quarterback titulaire de LSU pour sa saison senior. Lors du premier match de la saison des Tigers contre les Eagles de l'université du Sud de la Géorgie, il lance 278 yards et 5 touchdowns dans une victoire de 55 à 3 et est ensuite nommé meilleur joueur offensif de la semaine SEC (à égalité avec Tua Tagovailoa). En semaine 2, en déplacement chez la 9e meilleure équipe au classement national, les Longhorns de l'université du Texas, Burrow lance pour 471 yards, 4 touchdowns et une interception dans la victoire 45 à 38. Ses 471 yards lui permettent d'occuper la deuxième place de l'histoire de l'université et sont le plus grand nombre atteint depuis les 528 yards de Rohan Davey contre le Crimson Tide de l'université de l'Alabama en 2001 Il est nommé joueur offensif national Walter Camp de la semaine et joueur offensif de la semaine de la SEC après cette performance. Burrow remporte son troisième titre de joueur offensif de la semaine SEC le 21 septembre lors du match de LSU contre les Commodores de l'université Vanderbilt. Il lance pour 398 yards et un record de 6 touchdowns à la passe dans la victoire de 66 à 38 des Tigers. Il devient le premier quarterback de LSU à lancer pour 350 yards ou plus en trois matchs consécutifs.
Dans une victoire de 42 à 6 contre les Aggies de l'université d'État de l'Utah, Burrow a lancé pour 344 yards et 5 touchdowns et est devient le premier quarterback des Tigers à lancer pour plus de 300 yards sur quatre matchs consécutifs. La séquence prend fin la semaine suivante contre la 7e équipe classée, les Gators de l'université de Floride, mais les 293 yards et les 3 touchdowns à la passe de Burrow aident les Tigers à remporter une autre grosse victoire, 42 à 28. La semaine suivante, lors du septième match de LSU de la saison, Burrow éclipse le record de touchdowns de LSU en une seule saison avec 28 réalisations lorsqu'il en ajoute 4 autres dans une victoire contre les Bulldogs de l'université d'État du Mississippi. Burrow mène les Tigers à une autre victoire contre une des dix premières équipes classés et bat le record du LSU pour le nombre de matchs en carrière avec plus de 300 yards avec une performance de 2 touchdowns et de 321 yards contre la 9e équipe classée, les Tigers d'Auburn.
Le match de LSU du 9 novembre contre Alabama est très attendu comme épreuve de force la mieux classée entre les deux universités depuis le match de championnat national 2012 ; LSU étant classé deuxième et Alabama troisième dans le classement inaugural de la saison des College Football Playoff publié la semaine précédente. Le match met également en vedette deux candidats pour le trophée Heisman, Burrow et le quarterback d'Alabama Tua Tagovailoa. Burrow et les Tigers s'en sortent victorieux lors d'une fusillade de 46–41. Burrow réussit 393 yards et 3 touchdowns dans le match, et est de nouveau nommé joueur offensif national Walter Camp de la semaine et meilleur joueur offensif de la semaine SEC.
La semaine suivante contre Ole Miss, Burrow lance pour 489 yards et 5 touchdowns à la passe, et bat le record de yards à la passe de LSU en une saison qui était établi par Rohan Davey en 2001. Il établit également le record de LSU de passes consécutives réussies avec 17 au cours du match. Le 30 novembre 2019, Burrow aide LSU à s'assurer d'une saison régulière invaincue avec une victoire de 50 à 7 contre les Aggies de l'université A&M du Texas, en lançant pour 352 yards et 3 touchdowns. Pendant le match, il établit le record absolu de la SEC pour les yards par la passe en une saison (précédemment établi par Tim Couch de Kentucky) et égale le record de la conférence pour les touchdowns en une saison de Drew Lock de Missouri. Burrow prend possession du record de touchdowns en une saison de la SEC la semaine suivante lors du match de championnat de la SEC, lançant quatre touchdowns dans la victoire de LSU 37 à 10 contre les Bulldogs de la Géorgie qui assure la place des Tigers dans les College Football Playoff, et selon Associated Press, un match au cours duquel Burrow a « terminé son couronnement probable du trophée Heisman ».
Le 14 décembre 2019, Burrow reçoit le trophée Heisman avec la plus grande marge de l'histoire de ce trophée. Le discours d'acceptation de Burrow, dans lequel il fait référence à la pauvreté endémique qui affecte sa ville natale d'Athens et The Plains dans l'Ohio, attire plus de 450 000 dollars en dons à la banque alimentaire locale du comté d'Athens de plus de 13 000 donateurs à travers le pays. Le 19 décembre 2019, le conseil scolaire du district scolaire de la ville d'Athens approuve à l'unanimité une mesure visant à renommer le stade de football du lycée d'Athens pour Burrow.
Le 28 décembre 2019, les Tigers participent au Peach Bowl, qui fait office de demi-finale du championnat national, qu'ils remportent sur le score de 63 à 28 contre les Sooners de l'université de l'Oklahoma, au cours du match dans lequel Burrow réussit 29 de ses 39 passes pour un gain de 493 yards et sept passes de touchdown. Il a également 5 courses pour un gain de 22 yards et il annote aussi un touchdown à la course.
La finale nationale se joue le 13 janvier 2020 au Mercedes-Benz Superdome à La Nouvelle-Orléans et LSU y affronte les champions nationaux en titre, les Tigers de Clemson menés par le quarterback Trevor Lawrence, invaincu jusqu'ici. LSU, qui joue pratiquement à domicile, bat Clemson sur le score de 42 à 25. Burrow réussit 31 de ses 49 passes, gagne 463 yards et lance 5 passes de touchdown. Il y ajoute 14 courses pour 58 yards et un touchdown supplémentaire.
Au total, sur sa carrière universitaire, Burrow réussit 650 de ses 945 passes, réalise un gain total de 8 852 yards et inscrit 78 touchdown à la passe et 13 autres à la course.

### Carrière professionnelle
| Taille               | Poids           | Bras            | Main         | Sprint   | Sprint   | Sprint   | Shuttle 20 yards | 3 cones drill | Détente   | Détente     | Développé couché | Test Wonderlic |
| Taille               | Poids           | Bras            | Main         | 40 yards | 10 yards | 20 yards | Shuttle 20 yards | 3 cones drill | verticale | horizontale | Développé couché | Test Wonderlic |
| 1,92 m (6 ft 3 ½ in) | 100 kg (221 lb) | 78 cm (30 ⅞ in) | 23 cm (9 in) | -        | -        | -        | -                | -             | -         | -           | -                | 34             |

#### Bengals de Cincinnati
Burrow est sélectionné au tout premier rang de la draft 2020 de la NFL par les Bengals de Cincinnati. Il est le troisième quarterback consécutif vainqueur du Trophée Heisman à être sélectionné en premier choix d'une draft après Baker Mayfield et Kyler Murray.
Le 31 juillet 2020, il signe un contrat d'un montant de 36,1 millions de dollars le liant avec les Bengals pour quatre saisons.

##### Saison 2020

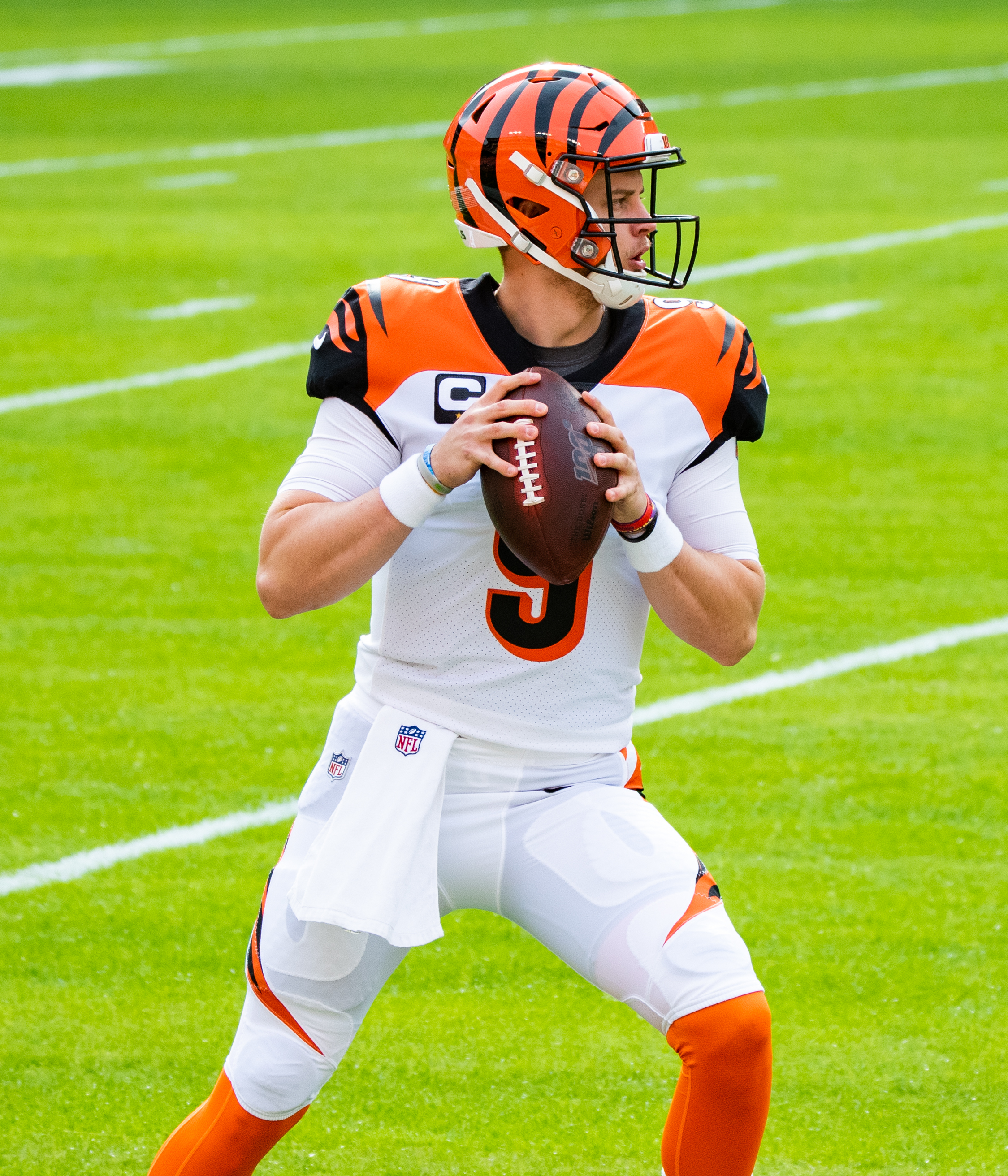
Joe Burrow en novembre 2020.

Burrow est le seul quarterback débutant à être titularisé lors du premier match de la saison régulière. Il y totalise 193 yards à la passe pour une interception ainsi que 46 yards et un touchdown à la course lors de la défaite contre les Chargers de Los Angeles. La semaine suivante lors de la défaite 30 à 35 contre les Browns de Cleveland, il inscrit son premier touchdown professionnel par la passe, à la suite d'une réception effectuée par son tight end C. J. Uzomah (en). En fin de match, il totalise 37 passes réussies sur 61 tentées, gagnant 316 yards et inscrivant trois touchdowns. Il bat à cette occasion le record NFL de passes réussies par un quarterback débutant sur un match,. Il remporte son premier match professionnel en 4e semaine contre les Jaguars de Jacksonville et devient le premier quarterback débutant à gagner à la passe au moins 300 yards lors de trois matchs consécutifs.
En 7e semaine contre les Browns (défaite 34 à 37), il gagne 406 yards et inscrit trois touchdowns à la passe ainsi qu'un supplémentaire à la course malgré une interception. Il devient ainsi le premier quarterback débutant d'une part, à gagner au moins 400 yards tout en inscrivant trois touchdowns à la passe et un touchdown à la course sur un match et d'autre part, à réussir le plus grand nombre de passes (221) lors de ses huit premiers matchs en carrière dans l'histoire de la NFL.
Le 22 novembre 2020, lors du match contre la Washington Football team, Burrow se blesse gravement au genou gauche se déchirant entre autres les ligaments croisé antérieur et collatéral tibial,. Sa saison est terminée, la durée de son absence étant estimée entre 9 et 12 mois.
Burrow est quatrième au total du nombre de yards gagnés à la passe lors de ses dix premières rencontres en NFL.

##### Saison 2021
Le 6 septembre 2021, les Bengals confirment que Burrow est totalement rétabli et qu'il sera titularisé lors du premier match de la saison régulière . Après un bilan provisoire de 2-1, Burrow réussit 25 de ses 32 passes tentées pour un gain cumulé de 348 yards et deux touchdowns et bat 24 à 21 les Jaguars de Jacksonville. Sa performance lui vaut le prix du meilleur joueur offensif de la 4e semaine en AFC.
Contre les Ravens de Baltimore en 16e semaine (victoire 41 à 21), Burrow réussit 37 des 46 passes tentées, gagnant 525 yards (son record en carrière), inscrivant quatre touchdowns à la passe sans interception et obtenant une évaluation quarterback de 143,2 (son record en carrière). Ses 525 yards gagnés à la passe en un match constituent la quatrième performance de l'histoire de la NFL et améliore de facto le record de sa franchise détenu par Boomer Esiason. Burrow est désigné meilleur joueur offensif de la 16e semaine en AFC. Cette neuvième victoire de la saison permet aux Bengals de terminer la saison avec un bilan positif pour la première fois depuis la saison 2015 et leur offre la première place de la division AFC North.
La semaine suivante lors de la victoire 34 à 31 contre les Chiefs de Kansas City, Burrow gagne 446 yards et inscrit quatre touchdowns sans interception. Cette victoire donne aux Bengals le titre de leur division, le dernier remontant à la saison 2015. Il termine la saison régulière avec un gain total de 4611 yards et 34 touchdowns inscrits à la passe, améliorant ces deux records de sa franchise. Il mène également la ligue au pourcentage de passes réussies (70,4 %) et à la moyenne de yards gagné par passe (8,9) mais également au nombre de sacks subis.
Pour le premier match de phase finale de sa carrière (tour de wild card gagné 26 à 19 contre les Raiders de Las Vegas), Burrow gagne 244 yards et inscrit deux touchdowns. Cette victoire des Bengals est la première en phase éliminatoire depuis la saison 1990. Ils se déplacent ensuite pour le tour de division chez les Titans du Tennessee qu'ils battent 19 à 16, Burrow totalisant 348 yards à la passe pour une interception. Cette victoire en déplacement lors d'une phase finale est la première de l'histoire de la franchise. Lors de ce match, Burrow subit neuf sacks égalant le record de sacks subis lors d'un match de phase finale de Warren Moon établi en 1993 et devenant le premier quarterback en ayant subi autant à gagner un match de phase finale.
En finale de conférence contre les Chiefs de Kansas City, Burrow gagne 250 yards, inscrit deux touchdowns pour une interception et permet à son équipe menée 3 à 21 de remonter au score pour finalement gagner 27 à 24 en prolongation. Les Bengals se qualifient pour le Super Bowl LVI, leur première participation à un Super Bowl depuis 1988 (Super Bowl XXIII). Ils sont battus 20 à 23 par les Rams de Los Angeles, Burrow gagnant 263 yards et inscrivant un touchdown malgré sept sacks subis. Avec 19 sacks, Burrow établit le record du plus grand nombre de sacks subis sur une phase finale de la NFL, dépassant les 14 de Wade Wilson (en) en 1987.

##### Saison 2022
Lors de la première semaine contre les Steelers de Pittsburgh, Joe Burrow commence très mal sa saison. Il enregistre 5 turnovers, dont un fumble recouvert et 4 interceptions, son record en carrière. Sacké pas moins de 7 fois au cours du match, son équipe perd logiquement le match 23-20 en prolongation.
En semaine 7 durant le match contre les Falcons d'Atlanta, Burrow lance pour 481 yards et remporte le match 35-17. Cette partie est là 5ème au cours de laquelle il lance pour plus de 400 yards. Cette statistique fait de lui le recordman des lancers de plus de 400 yards lors des trois premières saisons d'un quarterback en NFL.
Contre les Chiefs de Kansas City en semaine 13, il mène son équipe à la victoire 27-24. Nommé joueur offensif de la semaine en AFC il est, à ce moment de la saison, toujours invaincu contre Patrick Mahomes lors de leur tête à tête. Joe Burrow mène 3-0 lors des matchs contre son rival de Kansas City.
Le 21 décembre, il est nommé au Pro Bowl pour la première fois de sa carrière.
À l'issue de la saison régulière, il remporte le titre de la division pour la deuxième fois consécutive. C'est la première fois de l'histoire des Bengals que l'équipe remporte ce titre deux ans d'affilée.
Qualifié en playoff, Burrow et les Bengals remportent leur deux premiers matchs. D'abord contre les Ravens de Baltimore en Wild Card, puis contre les Buffalo Bills lors du divisional round. Cincinnati fait sa deuxième apparition de suite en finale de conférence.
Leur adversaire est le même que l'an dernier à ce stade de la compétition : les Chiefs de Kansas City. Gagnant l'an passé, les Bengals s'inclinent 20-23. C'est la première défaite de Burrow contre la franchise du Kansas.

##### Saison 2023
Burrow subit une entorse au mollet droit lors du camp d'entraînement. L'entraîneur des Bengals signale initialement qu'il sera indisponible pendant plusieurs semaines de saison régulière mais fait ensuite une annonce audacieuse selon laquelle son quarterback était « meilleur qu'il ne l'avait jamais été », impliquant une récupération plus positive que prévu. Le 7 septembre 2023, Burrow signe une prolongation de contrat de cinq ans pour un montant de 275 millions de dollars, dépassant Justin Herbert pour devenir le joueur le mieux payé de l'histoire de la NFL sur une base annuelle, son salaire annuel moyen étant de 55 millions de dollars.
Il est désigné meilleur joueur offensif de la 8e semaine en AFC à la suite de sa performance lors de la victoire 31 à 17 contre les 49ers, où il gagne 283 yards et inscrit trois touchdowns à la passe avec 87,5 % de passes réussies. Il améliore également lors de la première mi-temps un record personnel en réussissant 19 passes consécutives.
Le 16 novembre, Burrow subit une déchirure du ligament scapho-lunaire du poignet droit au cours de la première mi-temps du match contre les Ravens, ce qui le rend indisponible pour le reste de la saison,. 
Néanmoins, Burrow continue de s'impliquer dans les activités de l'équipe en soutenant ses coéquipiers depuis la ligne de touche pour tous les matchs restants de la saison 2023, et en particulier son remplaçant Jake Browning (en),,.
Il est classé par ses pairs, 39e du Top 100 des joueurs NFL pour la saison 2023.

## Statistiques

### Statistiques universitaires
| Année           | Équipe                | Statut          | MJ |                        | Passes                 | Passes                 | Passes                 | Passes                 | Passes                 | Passes                 | Passes  |       | Courses | Courses | Courses | Courses |
| Année           | Équipe                | Statut          | MJ | Tentées                | Réussies               | Pct.                   | Yards                  | TD                     | Int.                   | Éval.                  | Tentées | Yards | Moy.    | TD      |         |         |
| 2015            | Buckeyes d'Ohio State | -               | -  | Ne joue pas (redshirt) | Ne joue pas (redshirt) | Ne joue pas (redshirt) | Ne joue pas (redshirt) | Ne joue pas (redshirt) | Ne joue pas (redshirt) | Ne joue pas (redshirt) |         |       |         |         |         |         |
| 2016            | Buckeyes d'Ohio State | FR              | 5  | 28                     | 22                     | 78,6                   | 226                    | 2                      | 0                      | 169,9                  | 12      | 58    | 4,8     | 1       |         |         |
| 2017            | Buckeyes d'Ohio State | SO              | 5  | 11                     | 7                      | 63,6                   | 61                     | 0                      | 0                      | 110,2                  | 3       | -5    | -1,7    | 0       |         |         |
| 2018            | Tigers de LSU         | JR              | 13 | 379                    | 219                    | 57,8                   | 2 894                  | 16                     | 5                      | 133,2                  | 128     | 399   | 3,1     | 7       |         |         |
| 2019            | Tigers de LSU         | SR              | 15 | 527                    | 402                    | 76,3                   | 5 671                  | 60                     | 6                      | 202,0                  | 115     | 369   | 3,2     | 5       |         |         |
| Totaux Buckeyes | Totaux Buckeyes       | Totaux Buckeyes | 10 | 39                     | 29                     | 74,4                   | 287                    | 2                      | 0                      | 153,1                  | 15      | 53    | 3,5     | 1       |         |         |
| Totaux Tigers   | Totaux Tigers         | Totaux Tigers   | 28 | 906                    | 621                    | 68,5                   | 8 565                  | 76                     | 11                     | 173,2                  | 243     | 768   | 3,2     | 12      |         |         |
| Totaux          | Totaux                | Totaux          | 38 | 945                    | 650                    | 68,8                   | 8 852                  | 78                     | 11                     | 172,4                  | 258     | 821   | 3,2     | 13      |         |         |

### Statistiques dans la NFL
| Année      | Équipe                | MJ |         | Passes   | Passes | Passes | Passes | Passes | Passes | Passes  |       | Courses | Courses | Courses | Courses |     | Sacks  | Sacks |  | Fumbles | Fumbles |
| Année      | Équipe                | MJ | Tentées | Réussies | Pct.   | Yards  | TD     | Int.   | Éval.  | Tentées | Yards | Moy.    | TD      | Nb.     | Yards   | Nb. | Perdus |       |  |         |         |
| 2020       | Bengals de Cincinnati | 10 | 404     | 264      | 65,4   | 2 688  | 13     | 05     | 089,8  | 37      | 142   | 3,8     | 3       | 32      | 231     | 09  | 4      |       |  |         |         |
| 2021       | Bengals de Cincinnati | 16 | 520     | 366      | 70,4   | 4 611  | 34     | 14     | 108,3  | 40      | 118   | 3,0     | 2       | 51      | 370     | 05  | 2      |       |  |         |         |
| 2022       | Bengals de Cincinnati | 16 | 606     | 414      | 68,3   | 4 475  | 35     | 12     | 100,8  | 75      | 257   | 3,4     | 5       | 41      | 259     | 06  | 3      |       |  |         |         |
| 2023       | Bengals de Cincinnati | 10 | 365     | 244      | 66,8   | 2 309  | 15     | 06     | 091,0  | 31      | 088   | 2,8     | 0       | 24      | 180     | 02  | 1      |       |  |         |         |
| 2024       | Bengals de Cincinnati | 17 | 652     | 460      | 70,6   | 4 918  | 43     | 09     | 108,5  | 42      | 201   | 4,8     | 2       | 48      | 278     | 11  | 5      |       |  |         |         |
| Totaux NFL | Totaux NFL            | 69 | 2 547   | 1 748    | 68,6   | 19 001 | 140    | 46     | 101,2  | 225     | 806   | 3,6     | 12      | 196     | 1 318   | 33  | 15     |       |  |         |         |

| Année      | Équipe                | MJ |         | Passes   | Passes | Passes | Passes | Passes | Passes | Passes  |       | Courses | Courses | Courses | Courses |     | Sacks  | Sacks |  | Fumbles | Fumbles |
| Année      | Équipe                | MJ | Tentées | Réussies | Pct.   | Yards  | TD     | Int.   | Éval.  | Tentées | Yards | Moy.    | TD      | Nb.     | Yards   | Nb. | Perdus |       |  |         |         |
| 2021       | Bengals de Cincinnati | 4  | 142     | 97       | 68,3   | 1 105  | 5      | 2      | 97,3   | 11      | 31    | 2,8     | 0       | 19      | 137     | 0   | 0      |       |  |         |         |
| 2022       | Bengals de Cincinnati | 3  | 109     | 72       | 66,1   | 0 721  | 4      | 2      | 89,3   | 15      | 70    | 7,7     | 1       | 10      | 060     | 0   | 0      |       |  |         |         |
| Totaux NFL | Totaux NFL            | 7  | 251     | 169      | 67,2   | 1 826  | 9      | 4      | 93,3   | 26      | 101   | 5,3     | 1       | 29      | 197     | 0   | 0      |       |  |         |         |

## Palmarès, records et récompenses

### NCAA
- Vainqueur du College Football Championship Game 2020 (saison 2019) ;
- MVP offensif du College Football Championship Game 2020 (saison 2019) ;
- Vainqueur du Trophée Heisman 2019 ;
- Vainqueur du Maxwell Award 2019 ;
- Vainqueur du Walter Camp Award 2019 ;
- Vainqueur du Johnny Unitas Golden Arm Award 2019 ;
- Vainqueur du Davey O'Brien Award 2019 ;
- Vainqueur du Manning Award 2019 ;
- Vainqueur du Lombardi Award 2019 ;
- Meilleur joueur NCAA 2019 par l'Associated Press (MVP) ;
- Meilleur joueur NCAA 2019 par le Sporting News (MVP) ;
- Reconnu à l'unanimité, joueur All-American en 2019 ;
- Meilleur joueur offensif 2019 de la conférence SEC ;
- Sélectionné dans l'équipe type 2019 de la SEC ;

### NFL
- Meilleur revenant de la saison 2021 par l'Associated Press ;
- Sélectionné au Pro Bowl 2023 (saison 2022) ;
- Leader au nombre de passes réussies lors de la saison 2021 de la NFL.

#### Records dans la NFL
- Plus grand nombre de passes réussies par un débutant (rookie) : 37 en 2020[89] ;
- Plus grand nombre de sacks subis au cours d'une phase finale (playoffs) : 19 en 2021[67] ;
- Plus grand nombre de yards perdus à la suite de sacks subis au cours d'une phase finale : 137 en 2021[90].

#### Records de la franchise des Bengals
- Plus grand nombre de yards gagnés à la passe sur un match : 525[91].
- Plus grand nombre de yards gagnés à la passe sur une saison : 4 918 en 2024[92] ;
- Plus grand nombre de touchdowns inscrits à la passe sur une saison : 43 en 2024[92] ;
- Plus haute évaluation moyenne sur une saison pour un quarterback : 108,3 en 2021[92] ;
- Plus haute évaluation moyenne sur la carrière pour un quarterback (minimum 500 passes tentées): 100,2[92] ;
- Plus haute moyenne de complétions (passes réussies) sur une carrière (minimum 500 passes tentées) : 68,2%[92] ;
- Plus grand nombre de matchs sur une saison à plus de 400 yards gagnés à la passe : 5[92] ;
- Plus grand nombre de matchs sur une saison à plus de 300 yards gagnés à la passe : 6 en 2021[93].

## Vie privée
Après avoir signé son contrat de débutant avec les Bengals, Burrow a déclaré qu'il prévoyait d'économiser tout l'argent de son contrat et de vivre grâce aux revenus provenant des avenants.
Burrow est un fervent fan du rappeur Kid Cudi dont il écoute souvent la musique avant les matchs des Bengals.